# Rosa Guarnieri Calò Carducci

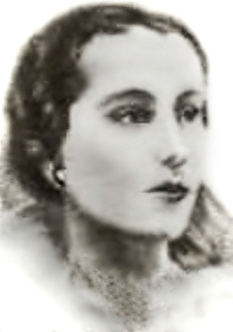
Rosa Guarnieri Calò Carducci

Rosa Guarnieri Calò Carducci (Castel del Piano, ... – Roma, 7 ottobre 1943) è stata una donna italiana, decorata con medaglia d'oro al valor civile.

## Biografia
Nata Tiberi, si era sposata e viveva a Roma. In questa città, poco dopo l'armistizio di Cassibile, fu uccisa in viale delle Milizie mentre tentava di opporsi all'arresto di un figlio considerato renitente al lavoro forzato. Il figlio e molti dei suoi amici riuscirono a fuggire.
Ad analoghi episodi avvenuti nella Capitale, s'ispirò Roberto Rossellini per il film Roma città aperta.

## Riconoscimenti
A Rosa Guarnieri è stata intitolata una strada di Roma che precedentemente portava il nome di Rosa Maltoni Mussolini, madre di Benito. Una piazza inoltre le è dedicata nel suo paese natale. Porta il suo nome anche un asilo di Grosseto.
Le è stato dedicato un francobollo, nell'ambito della serie "A beneficio del comitato nazionale pro vittime politiche", del valore di 2 lire, marcato Roma 7 ottobre 1943, data della sua morte.